# RD-0109

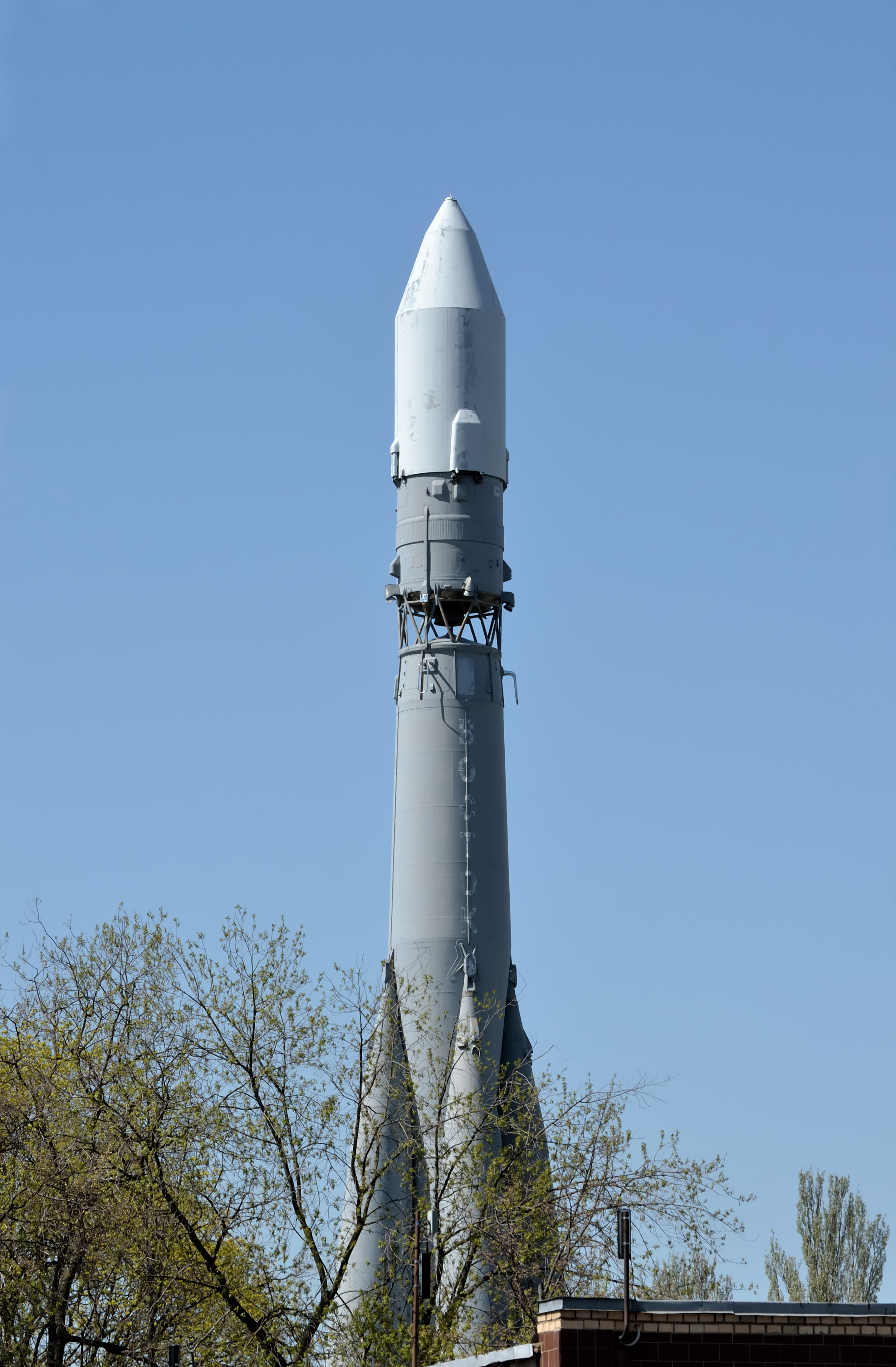
On distingue bien sur cette photo de la fusée Vostok les croisillons qui séparent le bloc E (au-dessus) de l'étage central du lanceur et permettent de mettre à feu l'étage sans avoir largué auparavant l'étage inférieur.

Le RD-0109 est un moteur-fusée à ergols liquides développé à la fin de la décennie 1950 par le bureau d'études KB Khimautomatiki sous la responsabilité l'ingénieur Sémion Kosberg. Ce moteur brûlant un mélange de T-1 / Oxygène liquide et fournissant une poussée de 54,5 kNewtons a été utilisé pour propulser le bloc E, un étage supérieur ajouté à la fusée R-7 Semiorka pour accroitre ses capacités. Le lanceur résultant, la fusée Vostok a été  utilisée jusqu'en 1991. Elle est notamment connue pour avoir placé en orbite les premiers cosmonautes soviétiques dont Iouri Gagarine ainsi que les premières sondes spatiales lunaires du programme Luna et de nombreux satellites de reconnaissance de type Zenit.

## Historique

### Développement du lanceur Vostok
Début 1958, Serguei Korolev, l'initiateur et le responsable du programme spatial soviétique a besoin de développer un troisième étage pour sa fusée R-7 Semiorka qui  a placé sur orbite le premier satellite artificiel Spoutnik 1 mais dont la capacité est trop limitée pour les missions spatiales envisagées. La Semiorka comporte dans sa version d'origine quatre propulseurs d'appoint largués en premier et un étage central (le plus massif) tous allumés au décollage. L'étage central a une masse à vide de 7,5 tonnes qui pénalise fortement le lanceur durant la dernière phase de vol : en effet la fusée doit propulser cet étage vide en plus de la charge utile qui est de ce fait limitée à 1,5 tonne. L'ajout d'un troisième étage doit permettre d'augmenter fortement la capacité du lanceur. Le développement du bloc E (désignation du nouvel étage) est lancé officiellement le 23 septembre 1958. L'objectif de cette nouvelle version de la fusée, baptisée Vostok, est de pouvoir placer en orbite le premier homme dans l'espace ce qui nécessite la mise en orbite d'une capsule relativement lourde. La mise au point de ce vaisseau étant longue, le lanceur doit être utilisé dans un premier temps pour lancer des sondes spatiales du programme Luna vers la Lune avec une capacité de 400 kg (lancement sur une trajectoire interplanétaire). Le développement de l'étage est réalisé dans un climat de compétition aiguë avec les États-Unis. Compte tenu de la contrainte de délai, les deux premiers étages du lanceur ne doivent pas être modifiés et le nouvel étage, le bloc E, doit être conçu de manière à ne pas modifier fortement les caractéristiques générales du lanceur : il doit être de petite taille et son centre de masse doit être le plus bas possible.

### Sélection du moteur
Korolev sollicite deux constructeurs pour le développement du nouvel étage. Valentin Glouchko responsable du bureau d'études OKB 456, qui a conçu les principaux moteurs de la Semiorka, propose le RD-109. Celui-ci utilise des ergols hypergoliques, a une poussée de 100 kN et est associé à un étage assez massif (11 à 12 tonnes). Sémion Kosberg, à la tête du bureau d'études KB Khimautomatiki, propose le moteur RD-0105, qui brûle un mélange de kérosène de grade T-1 et d'oxygène liquide, a une poussée de 50 kN et propulse un étage d'environ 8 tonnes. Le RD-0105 dérive du  moteur vernier RD-0102 utilisé par la fusée Semiorka et a été mis au point par les ingénieurs de l'OKB-1 de Korolev. Le RD-0105 a été développé initialement pour propulser le missile balistiques R-9. Malgré des performances inférieures (impulsion spécifique de 3 100 m/s pour  contre 3 250 m/s pour le RD-109) Korolev sélectionne le moteur de Kosberg car il ne veut pas utiliser d'ergols hypergoliques à cause de leur toxicité. Le RD-109 servira de base au RD-119 qui sera utilisé pour propulser le deuxième étage du lanceur léger Cosmos B-1.

### Développement
Le RD-105 est développée en 9 mois. Le  vol inaugural de la fusée Vostok-L, qui tente de placer une sonde spatiale lunaire,  a lieu le 23 septembre 1958. C'est un échec. Le premier vol réussi a lieu le 2 janvier 1959 et place la sonde spatiale Luna 1 en orbite. En 1959-1960 le moteur est modifié pour améliorer sa fiabilité afin de pouvoir l'utiliser pour des vols habités. La nouvelle version, baptisée RD-0109, a une poussée de 5,56 tonnes. La fusée Vostok-K qui la met en œuvre, effectue son vol inaugural le 22 décembre 1960,.

## Utilisation
Le lanceur, qui a une capacité de 4,7 tonnes en orbite basse, est utilisé pour lancer les premières sondes spatiales Luna, les vaisseaux Vostok transportant les premiers cosmonautes soviétiques, puis les satellites de reconnaissance Zenit, Zenit 2. Lorsque le lanceur Soyouz plus puissant entre en service, la fusée Vostok est utilisée pour placer en orbite polaire les satellites météorologiques Meteor trop légers pour la fusée Soyouz mais trop lourd pour la fusée Tsiklon. Malgré ses limitations la fusée avec son bloc E n'est retirée du service qu'en 1991. 76 exemplaires de la version d'origine et 89 exemplaires de la version améliorée ont été utilisés à cette date.

## Caractéristiques techniques
Le moteur RD-0105 est haut de 1,58 mètre pour un diamètre de 76 centimètres et une masse à sec de 125 kg (121 kg pour le RD-0109) ce qui porte son rapport poussée sur poids à 40 (45,95 pour le RD-0109). L'impulsion spécifique dans le vide est de 316 secondes (324 secondes pour le RD-0109) et fonctionne avec une pression de 44,9 bars dans la chambre de combustion (45,95 bars pour le RD-0109). Le rapport de section de la tuyère est de 79,4. Le système d'alimentation en ergols repose sur un générateur de gaz qui fait tourner une turbopompe. La température de la cloison de la chambre de combustion est maintenue en dessous de sa température de fusion en faisant circuler les ergols dans des canalisations formées par la soudure de plaques ondulées sur la paroi interne mince. Le moteur est fixe, ne peut être rallumé et sa poussée ne peut être modulée. L'orientation de la poussée est réalisée à l'aide de petites tuyères utilisant les gaz produits par le générateur de gaz. Les deux réservoirs, de forme torique, entourent le moteur pour obtenir une forme ramassée. Le réservoir d'oxygène est situé au-dessus du réservoir de kérosène. La charge utile dans certains cas est en partie encastrée au milieu du réservoir torique supérieur,,

## Phase d'allumage
À l'époque l'allumage d'un étage dans l'espace constitue une opération hasardeuse. Pour réduire les risques, le bloc E est mis à feu alors que l'étage inférieur fonctionne encore. Ainsi  il n'y a pas de phase d'impesanteur qui pourrait empêcher une circulation efficace des ergols. Lorsque le troisième étage est allumé, les gaz brulants sont évacués à travers la structure en croisillon qui sépare le bloc E de l'étage inférieur. Une cloison conique en titane est fixée au sommet du réservoir supérieur de l'étage central pour que les flammes du moteur ne provoquent pas son explosion.  